# Katlehong
Katlehong is een township ongeveer 35 kilometer ten zuidoosten van Johannesburg. Het ligt tussen de townships Thokoza en Vosloorus in de provincie Gauteng, langs rijksweg N3 die van Johannesburg naar Durban loopt.
Katlehong bestaat sinds 1945. Het is het dichtbevolktste gebied van Gauteng. Volgens de census uit 2011 wonen er ongeveer 407.300 mensen. De omgeving is een industriegebied, maar er is veel werkloosheid. Na Soweto is dit de grootste township.